# Слатиник Дрењски
Слатиник Дрењски је насељено место у саставу општине Дрење у Осјечко-барањској жупанији, Република Хрватска.

## Историја
До територијалне реорганизације у Хрватској налазио се у саставу старе општине Ђаково.

## Становништво
На попису становништва 2011. године, Слатиник Дрењски је имао 289 становника.

## Попис1991.
На попису становништва 1991. године, насељено место Слатиник Дрењски је имало 312 становника, следећег националног састава:
| Попис 1991.‍ | Попис 1991.‍ | Попис 1991.‍ | Попис 1991.‍ | Попис 1991.‍ |
| ----------- | ----------- | ----------- | ----------- | ----------- |
|             |             |             |             |             |
| Хрвати      | Хрвати      |             | 310         | 99,35%      |
| Македонци   | Македонци   |             | 2           | 0,64%       |
| укупно: 312 |             |             |             |             |